# Dave Kerzner
David Nathaniel Kerzner é um músico, compositor, produtor e sonoplasta estadunidense, bem como fundador da empresa de desenvolvimento de samples de som Sonic Reality Inc. Junto com Simon Collins, Dave é o cofundador da banda Sound of Contact. Ele também é o cofundador da banda Mantra Vega. Seu primeiro álbum solo, New World, foi lançado em dezembro de 2014.
Ao longo de sua carreira, Dave trabalhou com artistas e bandas como Alan Parsons, Genesis, Francis Dunnery, Neil Peart, Keith Emerson, Tom Waits e The Smashing Pumpkins.

## Primeiros anos

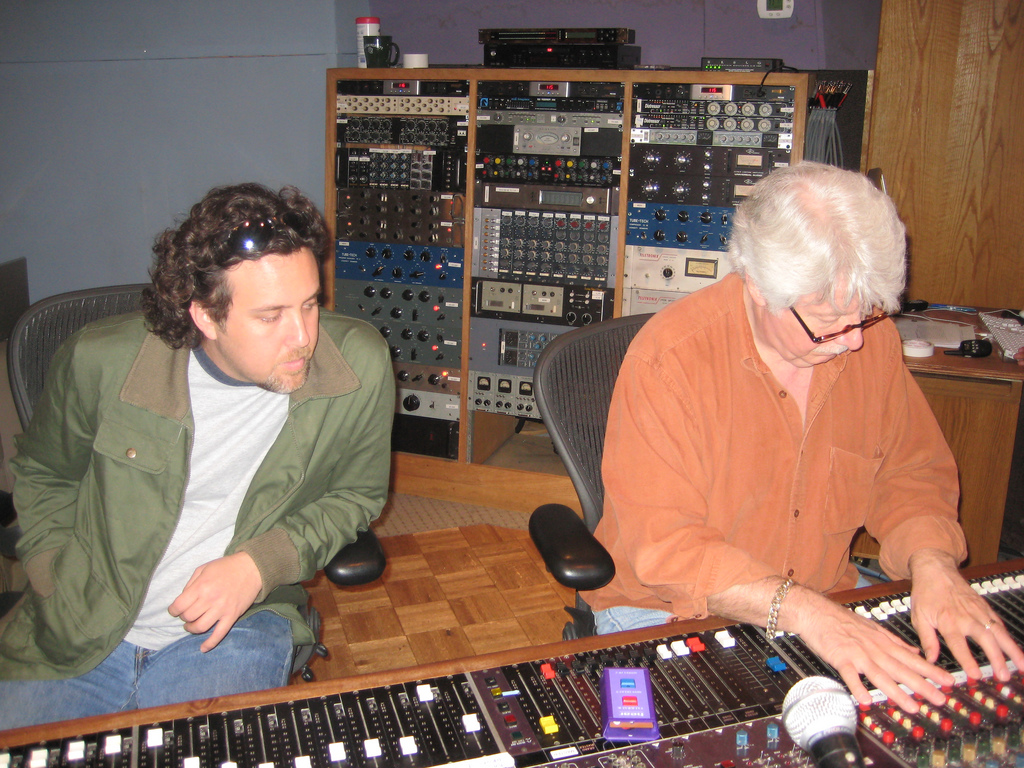
Dave e Ken Scott em estúdio

No início dos anos 1990, Dave começou a colecionar instrumentos musicais raros. Quando a tecnologia de amostragem digital estéreo de 16 bits se tornou disponível, Dave testou esses instrumentos para licenciar os principais fabricantes de instrumentos musicais digitais como Alesis, Roland e Yamaha. Seguindo este empreendimento na indústria de software musical, Dave trabalhou com artistas como Madonna, Ringo Starr e Moog Cookbook tanto como músico quanto como engenheiro de som.
Em 1994, Dave contribuiu para o álbum solo de Kevin Gilbert, Thud, e apareceu como membro da banda no seu álbum ao vivose j Live at the Troubadour. Dave se juntou à banda Giraffe como tecladista para uma apresentação única de tributo ao álbum The Lamb Lies Down on Broadway do Genesis no Progfest 94 em Los Angeles.

## Colaborações
Em 2005, Dave se apresentou com Jon Anderson do Yes juntamente a Nick D'Virgilio, Stan Cotey e Mark Hornsby sob o nome Sonik Elementz para uma apresentação única de "Long Distance Runaround " durante a convenção de inverno NAMM em Anaheim, Califórnia. Entre 2007 e 2010, Kerzner colaborou musicalmente com Simon Collins.
Em 2010, Dave contribuiu com o design de som e assistência com software musical para o álbum Grace For Drowning de Steven Wilson.

## Sonic Reality e Sonic Elements
Em 1996, Dave fundou a empresa de desenvolvimento de som Sonic Reality Inc, que cria samples de instrumentos como teclados vintage, bateria e instrumentos orquestrais e mundiais. Enquanto desenvolvia tecnologia musical e ferramentas criativas para músicos, Dave colaborou com artistas profissionais para amostrar e reproduzir digitalmente os sons de muitos tipos de instrumentos musicais. Os sons são reproduzidos em softwares de música, como samplers e outras ferramentas de gravação de música. O Sonic Reality também produz DrummerTracks para serem acompanhadas e outras faixas de apoio para guitarristas, baixistas, tecladistas e cantores trabalharem com vários dispositivos de áudio, dispositivos móveis e software de gravação. Os sons de Kerzner foram usados por artistas em todo o mundo.
Em 2001, Dave se juntou à IK Multimedia para oferecer seus sons para estações de trabalho com teclado por meio de software de computador. Produzindo a maior parte da faixa de som para o primeiro instrumento instrumento musical de software rompler abrangente "SampleTank", Dave desenvolveu um plug-in para software de gravação popular que oferece todo tipo de instrumento musical de amostra com efeitos integrados para serem tocados via MIDI.
Enquanto cuidava da Sonic Reality, Dave manteve-se ativo como músico, atuando também como programador de som para artistas com os The Rolling Stones e Beyoncé.
Em 2011, Dave fundou o Sonic Elements, um projeto de rock progressivo e banda de tributo eletrônico. O Sonic Elements usa amostras do Sonic Reality para criar supergrupos virtuais únicos, combinando músicos diferentes com bateristas amostrados do Sonic Reality e outros instrumentos.
Em novembro de 2014, a Sonic Elements anunciou o desenvolvimento de um remake de um álbum tributo ao álbum de 1974 do Genesis, The Lamb Lies Down on Broadway, para comemorar o 40º aniversário de seu lançamento. O álbum tributo foi intitulado IT e estava programado para lançamento no início de 2015. O álbum ia apresentar vários colaboradores de Kerzner, incluindo Francis Dunnery, Nick D'Virgilio, Steve Rothery e Billy Sherwood.  O álbum também visa combinar elementos de rock clássico com uma orquestra para produzir um som de rock cinematográfico.

## Sound of Contact

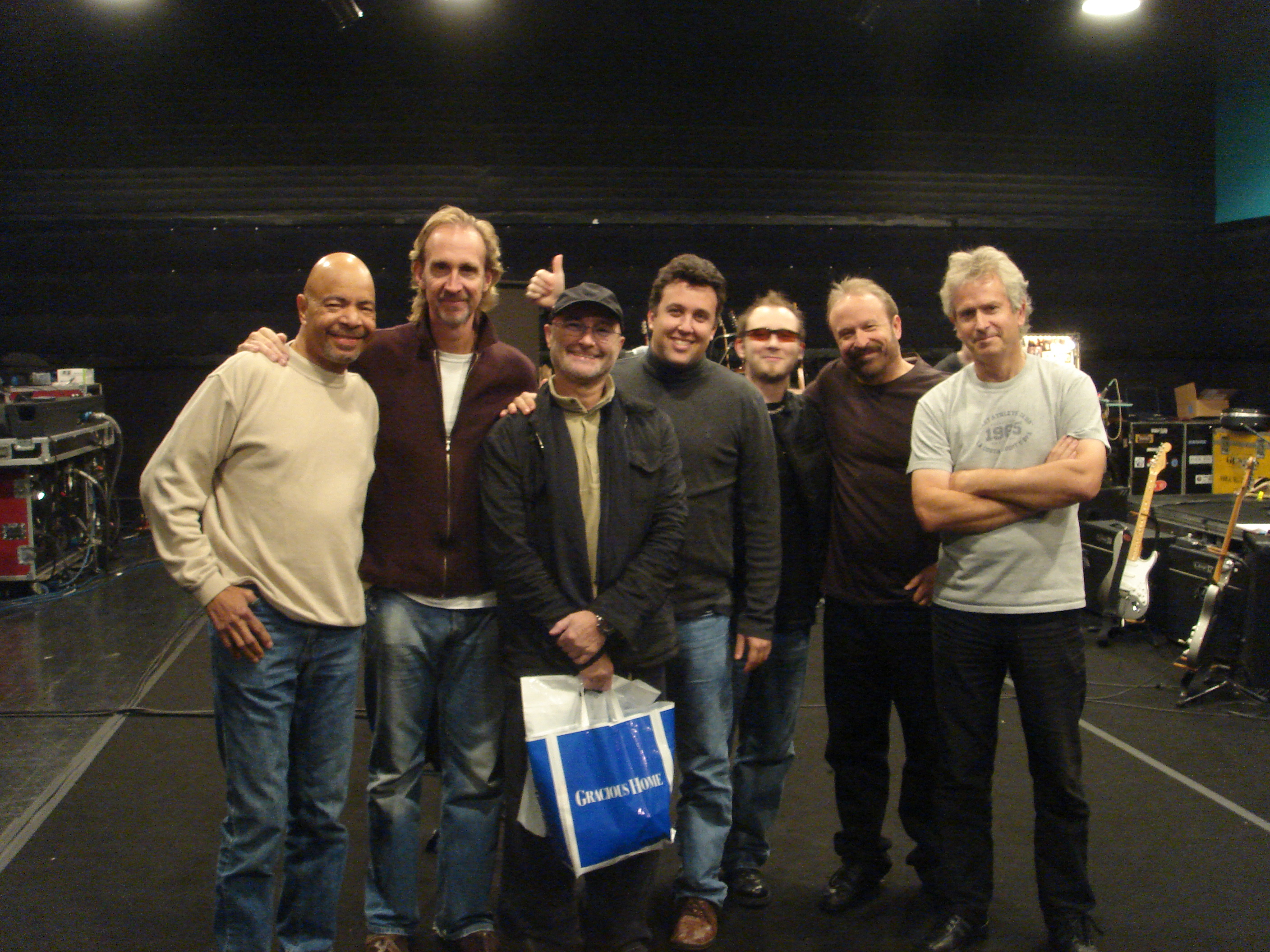
Dave com Genesis e Simon Collins

Depois do encontro inicial de Dave em 2006 com Simon Collins na cidade de Nova York, os dois músicos coproduziram um remake da canção "Keep It Dark" do Genesis. Dave colaborou com Simon e tocou teclado em seu álbum U-Catastrophe, aparecendo na canção "The Big Bang".
Em 2010, Dave e Simon decidiram formar uma banda. Em 2012, eles a anunciaram com o nome Sound of Contact, com Simon nos vocais e bateria, Dave no teclado, Matt Dorsey no baixo e Kelly Nordstrom na guitarra. O álbum de estreia da banda, Dimensionaut, foi lançado mundialmente no final de maio de 2013.
Em 6 de janeiro de 2014, Dave deixou a banda. O comunicado de imprensa emitido pelo grupo citou a saída dele como uma "separação amigável". Dave afirmou que planejava seguir seus próprios projetos solo e continuar seu trabalho com sua empresa, a Sonic Reality. Em maio de 2014, Dave anunciou que ele e Heather Findlay da Mostly Autumn tinham co-fundado uma nova banda juntos, Mantra Vega.
Dave voltou ao Sound of Contact em abril de 2015 e, ao lado de Simon, Matt e Kelly,, começou a trabalhar em Oxfordshire no segundo álbum da banda.

## Carreira solo
Em dezembro de 2014, Kerzner lançou seu primeiro álbum solo, New World. O álbum tem participações de  Fernando Perdomo, Nick D'Virgilio, Francis Dunnery e Durga McBroom, foi produzido e mixado por Dave e financiado em parte por uma campanha no Kickstarter.
Dave cantou e tocou teclados no álbum. Usando a tecnologia do Sonic Reality, trilhas mock-up foram criadas com Dave tocando toda a instrumentação. Depois que as faixas foram regravadas ao vivo por outros músicos, Dave mixou os resultados.

## Discografia

### Carreira solo

#### Álbuns de estúdio
- 2014: New World
- 2017: Static

#### Álbuns de remixes
- 2016: New World - Instrumental

#### Álbuns ao vivo
- 2016: New World Live

#### EPs
- 2016: Paranoia

#### Coletâneas
- 2019: Breakdown: A Compilation 1995-2019

### Com o Sonic Elements
- 2012: XYZ—A Tribute to Rush
- 2018: Yesterday and Today: A 50th Anniversary Tribute to Yes

### Com o Sound of Contact
- 2013: Dimensionaut

### Com o In Continuum
- 2019: Acceleration Theory Part One: AlienA
- 2019: Crash Landing (EP)
- 2019: Acceleration Theory Part Two: Annihilation

### Com outros artistas
- 1995: Thud (com Kevin Gilbert)
- 2008: U-Catastrophe (com Simon Collins)
- 2011: Grace For Drowning (com Steven Wilson)
- 2012: Genesis Revisited II (com Steve Hackett)
- 2020: Black Floyd The McBroom Sisters (com vários convidados)